# Evgenija Kolodko
Evgenija Nikolaevna Kolodko (in russo Евгения Николаевна Колодко?; Mosca, 2 luglio 1990) è una pesista russa.
In carriera ha vinto un argento olimpico (successivamente revocato per doping) nell'edizione di Londra 2012 e un titolo europeo under 23 nel 2011 ad Ostrava.

## Biografia

### Gli inizi (2006-2010)
Specializzata nel getto del peso, sin dall'età di sedici anni, riesce a raggiungere i vertici delle classifiche nazionali a livello giovanile.
Nel 2009 fa il suo esordio internazionale ai campionati europei juniores di Novi Sad dove, dopo essersi qualificata per la finale, ha concluso nona.

### L'affermazione internazionale (2011)
Sarà il 2011 l'anno della sua affermazione a livello internazionale. All'inizio della stagione al coperto riesce a lanciare fino alla misura di 18,42 metri ma, a causa del deludente quarto posto ai campionati nazionali, non fu selezionata per i campionati europei indoor di Parigi.
Nel mese di marzo prende parte alla Coppa Europa invernale di lanci dove conclude seconda nella gara riservata alla categoria under 23.
Il 15 luglio ha partecipato ai campionati europei under 23 di Ostrava.
Dopo essersi qualificata con semplicità, in finale riesce a vincere il titolo battendo, tre le altre, l'olandese Melissa Boekelman.
Esattamente una settimana dopo, durante i campionati nazionali russi riesce a migliorare il suo primato personale fino alla misura di 19,33 metri.
Grazie a questo lancio conquista il titolo nazionale andando a superare importanti atlete come Anna Avdeeva e Anna Omarova riuscendo ad assicurarsi la partecipazione ai mondiali di Taegu.
Il 28 agosto si sono tenute le qualificazioni del getto del peso femminile dove è riuscita a qualificarsi per la finale con la nona misura a 18,90 m.
Scesa in pedana per la finale, al suo terzo tentativo, ha scagliato il suo peso fino alla misura di 19,78 metri, suo primato personale, issandosi così fino alla seconda posizione. Nei turni successivi è stata superata prima da Nadzeja Astapčuk, poi da Jillian Camarena-Williams ed infine dalla cinese Lijiao Gong scivolando così in quinta posizione.
Il titolo è andato alla neozelandese Valerie Adams-Vili con un lancio a 21,24 m.

### L'argento olimpico (2012)

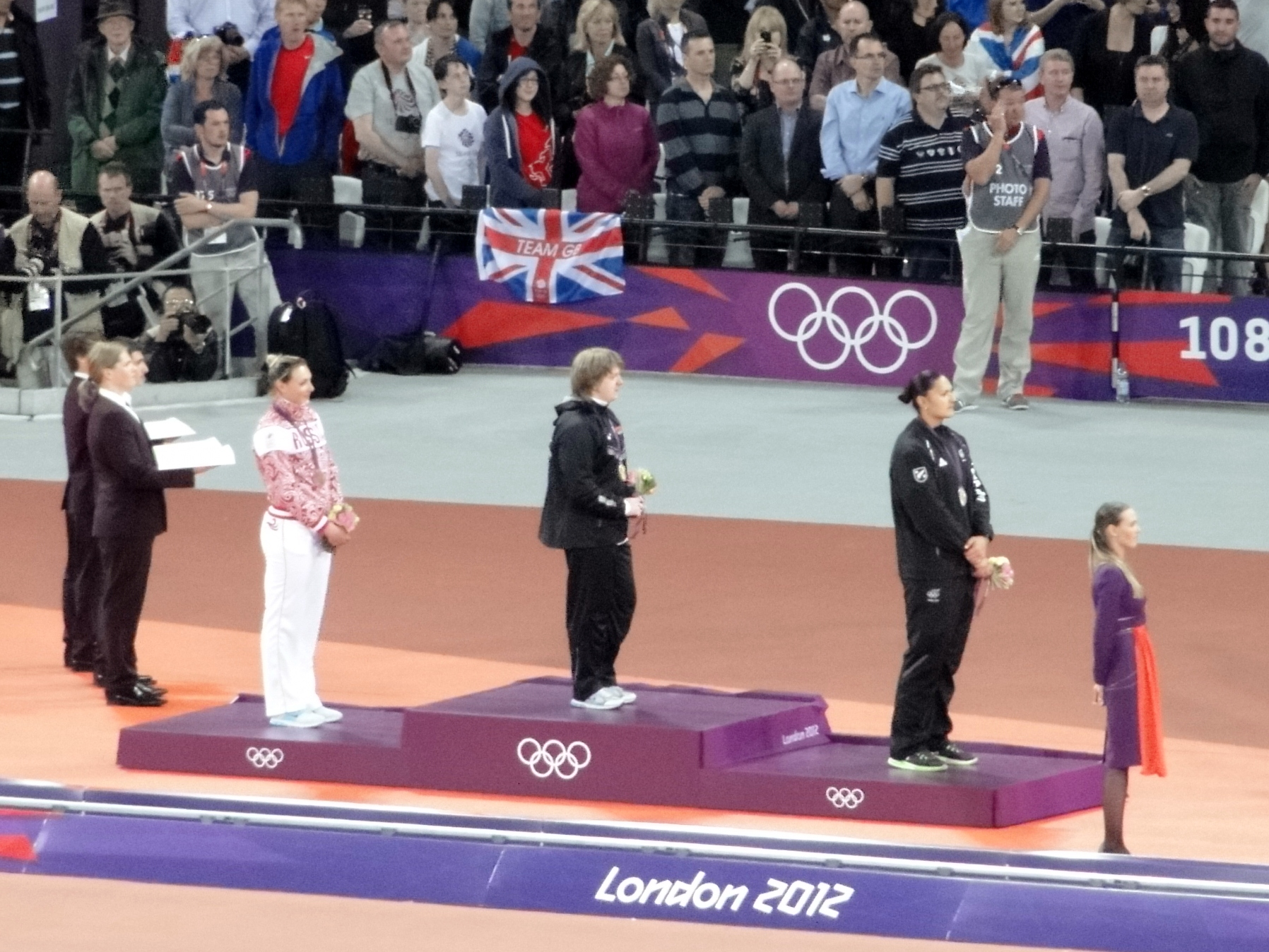
Sul podio delle Olimpiadi di con Nadzeja Astapčuk e Valerie Adams.

Nella stagione 2012 al coperto prende parte ai campionati del mondo indoor di Istanbul dove, dopo essersi qualificata per la finale conclude settima con la misura di 18,57 metri.
Dopo una stagione all'aperto, che l'ha portata a superare varie volte la barriera dei 20 metri e a vincere il suo secondo titolo nazionale outdoor, dopo quello vinto al coperto, prende parte ai Giochi della XXX Olimpiade.
Il 6 agosto 2012 vince la medaglia di bronzo alle Olimpiadi di Londra con la misura di 20,48 metri preceduta solamente dalla bielorussa Nadzeja Astapčuk e dalla neozelandese Valerie Adams ma, una settimana dopo, al termine della manifestazione, il CIO comunica la squalifica per doping della neocampionessa olimpica a causa della presenza di un anabolizzante, il metenolone, in entrambi i campioni di sangue prelevati il giorno precedente e il giorno stesso della gara, promuovendo contestualmente la Adams al primo posto e la Kolodko al secondo gradino del podio.

### Europei indoor a Göteborg (2013)
Nella stagione al coperto 2013, dopo aver conquistato il titolo nazionale russo con un lancio a 19,24 metri, suo primato stagionale si presenta ai campionati europei indoor di Göteborg al secondo posto nelle liste mondiali dell'anno e quindi come una delle favorite per la vittoria.
Supera il turno di qualificazioni con agilità al primo tentativo superando la misura di qualificazione di 18 metri.
Giunta in finale dopo essere andata in testa con un lancio a 19,04 metri venne scavalcata, proprio all'ultimo tentativo, dalla tedesca Christina Schwanitz dovendosi così accontentare della medaglia d'argento.
Il 16 marzo vince la Coppa Europa invernale di lanci, sempre nella stessa specialità, dominando la gara con un lancio a 19,04 metri.
Dopo aver vinto il titolo nazionale all'aperto, partecipa ai mondiali di Mosca come una delle favorite alla vittoria della medaglia.
Dopo aver superato agevolmente le qualificazioni, con la terza miglior misura, giunta in finale conclude quinta con un lancio a 19,81 metri, a soli 14 centimetri dalla medaglia di bronzo vinta dalla cinese Lijiao Gong.
Sul finire della stagione conquista la vittoria prima al DécaNation come rappresentante della nazionale russa, lanciando a 19,97 metri, e poi partecipa al meeting di Padova stabilendo il nuovo record del meeting a 19,67 metri.

### Mondiali indoor a Sopot (2014)
Dopo aver iniziato la stagione invernale il 25 gennaio con una gara negli Stati Uniti, a Flagstaff, in occasione dei campionati nazionali indoor riesce a migliorarsi fino alla misura di 18,88 metri vincendo il titolo davanti a Irina Tarasova.
Giunta ai campionati mondiali indoor di Sopot supera le qualificazioni con un lancio a 18,32 metri, la settima miglior misura..
In finale, dopo aver eguagliato il suo primato stagionale a 18,88 metri, all'ultimo turno di gara riesce a migliorarsi fino a 19,11 metri andando a sfiorare la medaglia di bronzo vinta dalla cinese Lijiao Gong con 19,24 metri.
La vittoria andrà alla neozelandese Valerie Adams con 20,67 metri, primato mondiale stagionale.
Con l'inizio della stagione all'aperto riesce a conquistare la sua seconda vittoria consecutiva in Coppa Europa invernale di lanci davanti alla bielorussa Alena Kopets.
Il 10 maggio, a Mosca, migliora il suo primato stagionale fino a 19,33 metri.
Il 26 luglio, vince il suo quarto titolo nazionale assoluto grazie ad un lancio a 19,29 metri.
In agosto, prende parte ai campionati europei di Zurigo come una delle favorite per il podio.
Dopo una qualificazione, segnata dalla pioggia battente, che l'ha comunque vista qualificarsi con la seconda miglior misura a 18,32 metri, in finale è riuscita a conquistare la medaglia d'argento grazie al suo primato stagionale a 19,39 metri.
Il titolo europeo andrà alla tedesca Christina Schwanitz.

### Squalifica doping
Nel 2016 viene trovata positiva al Dehydrochlorotestosterone e all'ipamorelin (GHS-R) ad un test antidoping effettuato sui campioni prelevati alle Olimpiadi di Londra 2012 e squalificata due anni dalle competizioni fino al 1 luglio 2018. Contestualmente gli viene revocata la medaglia d'argento olimpica. Successivamente le viene revocata anche la medaglia d'argento dei campionati europei indoor del 2013 (con conseguente ascesa dell'italiana Chiara Rosa dal quarto posto alla medaglia di bronzo).

## Vita privata
Impegnata sentimentalmente sin dal 2012 con il lanciatore del peso canadese Dylan Armstrong, nel settembre 2015 si sono sposati.

## Progressione
| Stagione | Risultato | Luogo  | Data      | Rank. Mond. |
| -------- | --------- | ------ | --------- | ----------- |
| 2014     | 19,52 m   | Angers | 30-8-2014 | 5ª          |
| 2013     | 19,86 m   | Mosca  | 25-7-2013 | 5ª          |
| 2012     | 20,22 m   | Adler  | 27-5-2012 | 3ª          |
| 2011     | 19,78 m   | Taegu  | 29-8-2011 | 8ª          |
| 2010     | 16,73 m   | Mosca  | 6-6-2010  | 75ª         |
| 2009     | 15,38 m   | Adler  | 23-4-2009 | 202ª        |
| 2008     | 14,87 m   | Soči   | 25-5-2008 | 291ª        |
| 2007     | 14,26 m   | Soči   | 22-5-2007 | 440ª        |

### Getto del peso indoor
| Stagione | Risultato | Luogo           | Data       | Rank. Mond. |
| -------- | --------- | --------------- | ---------- | ----------- |
| 2014     | 19,11 m   | Sopot           | 8-3-2014   | 4ª          |
| 2013     | 19,97 m   | Zurigo          | 28-8-2013  | 2ª          |
| 2012     | 19,47 m   | Volgograd       | 21-1-2012  | 2ª          |
| 2011     | 18,42 m   | Mosca           | 29-1-2011  | 6ª          |
| 2010     | 16,30 m   | Volgograd       | 21-2-2010  | 75ª         |
| 2009     | 14,25 m   | San Pietroburgo | 20-12-2008 | 288ª        |
| 2008     | 15,04 m   | San Pietroburgo | 23-12-2007 | 184ª        |
| 2007     | 13,77 m   | Penza           | 2-2-2007   | 406ª        |

## Palmarès

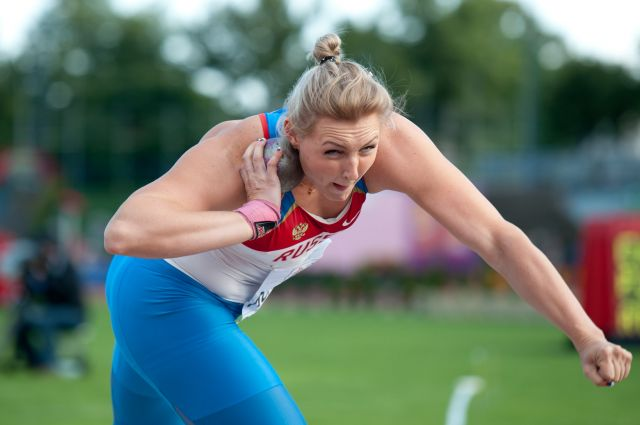
Durante un lancio agli europei under 23 di Ostrava.

| Anno | Manifestazione   | Sede     | Evento         | Risultato | Misura  | Note                                     |
| ---- | ---------------- | -------- | -------------- | --------- | ------- | ---------------------------------------- |
| 2009 | Europei juniores | Novi Sad | Getto del peso | 9ª        | 14,50 m |                                          |
| 2011 | Europei under 23 | Ostrava  | Getto del peso | Oro       | 18,87 m |                                          |
| 2011 | Mondiali         | Taegu    | Getto del peso | 4ª        | 19,87 m | Miglior prestazione personale            |
| 2012 | Mondiali indoor  | Istanbul | Getto del peso | 7ª        | 18,57 m |                                          |
| 2012 | Giochi olimpici  | Londra   | Getto del peso | dq        | dq      | [ 31 ]                                   |
| 2013 | Europei indoor   | Göteborg | Getto del peso | dq        | dq      |                                          |
| 2013 | Mondiali         | Mosca    | Getto del peso | 5ª        | 19,81 m |                                          |
| 2014 | Mondiali indoor  | Sopot    | Getto del peso | 4ª        | 19,11 m | Miglior prestazione personale stagionale |
| 2014 | Europei          | Zurigo   | Getto del peso | Argento   | 19,39 m | Miglior prestazione personale stagionale |

## Campionati nazionali
- 4 titoli russi assoluti nel getto del peso (2011/2014)
- 3 titoli russi assoluti indoor nel getto del peso (2012/2014)
- 2 titoli russi under 23 indoor (2010/2011)

2007
- 4ª ai campionati nazionali juniores russi indoor, getto del peso - 13,77 m
- Argento ai campionati nazionali juniores russi, getto del peso - 14,26 m

2008
- Argento ai campionati nazionali juniores russi, getto del peso - 14,87 m

2009
- Argento ai campionati nazionali juniores russi, getto del peso - 15,02 m

2010
- Oro ai campionati nazionali under 23 russi indoor, getto del peso - 16,30 m
- Argento ai campionati nazionali under 23 russi, getto del peso - 16,15 m

2011
- 4ª ai campionati nazionali russi indoor, getto del peso - 17,31 m
- Oro ai campionati nazionali under 23 russi indoor, getto del peso - 18,01 m
- Oro ai campionati nazionali russi, getto del peso - 19,33 m

2012
- Oro ai campionati nazionali russi indoor, getto del peso - 19,46 m
- Oro ai campionati nazionali russi, getto del peso - 20,15 m

2013
- Oro ai campionati nazionali russi indoor, getto del peso - 19,24 m
- Oro ai campionati nazionali russi, getto del peso - 19,86 m

2014
- Oro ai campionati nazionali russi indoor, getto del peso - 18,88 m
- Oro ai campionati nazionali russi, getto del peso - 19,29 m

## Altre competizioni internazionali
2011
- Argento in Coppa Europa invernale di lanci (Under 23) ( Sofia), getto del peso - 17,85 m
- 9ª al DN Galan ( Stoccolma), getto del peso - 18,44 m
- 7ª al Weltklasse Zürich ( Zurigo), getto del peso - 18,65 m

2012
- Argento al DN Galan ( Stoccolma), getto del peso - 19,08 m
- Bronzo al Athletissima ( Losanna), getto del peso - 18,64 m
- 5ª al Aviva Birmingham Grand Prix ( Birmingham), getto del peso - 18,09 m
- 5ª al Weltklasse Zürich ( Zurigo), getto del peso - 18,51 m

2013
- Oro in Coppa Europa invernale di lanci ( Castellón de la Plana), getto del peso - 19,04 m
- Oro in Coppa dei Campioni per club di atletica leggera ( Vila Real de Santo António), getto del peso - 18,57 m
- Argento al Weltklasse Zürich ( Zurigo), getto del peso - 19,97 m
- Oro al DécaNation ( Valence), getto del peso - 19,57 m
- Oro al XXVII Meeting di Padova ( Padova), getto del peso - 19,67 m

2014
- Oro in Coppa Europa invernale di lanci ( Leiria), getto del peso - 18,66 m
- 4ª al Golden Gala ( Roma), getto del peso - 18,67 m
- 8ª all'Adidas Grand Prix ( New York), getto del peso - 17,25 m
- Argento allo Spitzen Leichtathletik ( Lucerna), getto del peso - 19,08 m
- 5ª al Meeting Herculis ( Monaco), getto del peso - 18,81 m
- Oro al DécaNation ( Angers), getto del peso - 19,52 m
- Argento al Meeting ISTAF ( Berlino), getto del peso - 19,43 m
- 5ª al Memorial Van Damme ( Bruxelles), getto del peso - 18,95 m
- 4ª in Coppa continentale ( Marrakech), getto del peso - 18,80 m